# Вальмики
Вал(ь)ми́ки (санскр. वाल्मीकि, IAST: vālmīki — «[вышедший из] муравейника»; имя, данное при рождении, — Ратнакара) — мифологический  певец и поэт санскритской литературы. 
Его почитают как «адикави» (Ādi Kavi) — первого поэта и автора «Рамая́ны» и философского и йогического  трактата-поэмы  «Йога-Васи́штха».
Авторство «Рамаяны» приписывается Вальмики  - он упомянут в само́м тексте написанного в V в до н. э. (либо в I в до н. э.) древнеиндийского эпоса.
«Рамаяна» состоит из 24000 шлок и семи кантов. В ней более 480 тысяч слов, что составляет четверть объёма полного текста «Махабха́раты» и она  примерно в четыре раза превышает объём «Илиады». «Рамаяна» рассказывает историю о принце Раме из города Айодхья в королевстве Кошала, чья жена Сита была похищена Раваной, демоном-королём (ракшасом) из Ланки. «Рамаяна» Вальмики датируется от 500 г. до н. э. до 100 г. до н. э. или примерно совпадает с ранними версиями "Рамаяны", содержащимися в  «Махабхарате». 
Как и во многие традиционные эпосы, "Рамаяна" прошла процесс интерполяции и неоднократного редактирования, что делает невозможным определить точную дату её написания.
Британский сатирик Обри Менен говорит, что Вальмики был «признан литературным гением» и, таким образом, считался «преступником», предположительно из-за его «философского скептицизма» как часть периода «индийского Просвещения». 
Вальмики также считается современником Рамы. 
Менен утверждает, что Вальмики — «первый автор во всей истории, который ввёл себя в своё собственное сочинение». 
Рама встретил Вальмики во время изгнания и общался с ним. Вальмики дал убежище Сите в его хижине отшельника, когда Рама изгнал её. Сыновья-близнецы Шри Рамы Куша и Лава родились у Ситы в этой хижине. Вальмики обучил Кушу и Лаву «Рамаяне», которую они позже спели в Айодхье во время собрания Ашвамедха-яджны, после чего царь Рама спросил, кто они, и позже посетил хижину Вальмики. Рама встретил там Ситу и подтвердил, что она была фактически его женой в изгнании. Позже Рама вызвал их в свой королевский дворец, где его сыновья спели историю о Раме, и он подтвердил, что всё, о чём они пели было правдой.

## Биография
Вальмики родился как Агни Шарма у брамина по имени "Прачета" (также известного как Сумали) из Бхригу готра.
По легендам и преданиям, первоначально вёл образ жизни охотника и разбойника, кормясь вместе со своей семьёй тем, что удалось добыть, до встречи с семью мудрецами (риши), объяснившими ему эфемерность человеческой жизни и гуманитарных ценностей. Обрадованный новообретённым знанием, по совету мудрецов стал медитативно повторять имя Рамы и погрузившись в глубокую медитацию, в этом состоянии он провёл несколько лет. За это время муравьи образовали вокруг него муравейник. Он проснулся по зову возвращающихся риши, и получил по пробуждении имя Вальмики (санскр. «муравейник»). Став мудрецом, обрёл толпы следующих за ним учеников. Однажды он встретил мудреца Нараду, рассказавшего ему историю о Раме и событиях на Ланке.
Размер[?], которым была написана «Рамаяна», был изобретён во время наблюдения за двумя птицами — Вальмики обрушил гневное стихотворное проклятье на охотника, застрелившего току́ющего самца, и тогда слова сами (согласно эпосу) сложились в определённый размер (шлоку).
Вальмики встретил изгнанную Ситу в лесу и предоставил ей прибежище в своём ашраме — обители отшельника. Когда Сита родила сыновей, Вальмики обучил их «Рамаяне».
Вальмики также считается составителем «Йога-Васиштхи» — одной из четырёх итихас, выдающегося философского текста адвайта-веданты и индуизма в целом.
Дожив до глубокой старости, ушёл в горы и, любуясь закатом, застыл в едином совершенном знании. Его тело было съедено муравьями, ещё раз подтвердив семантику его имени.

## Упоминания
В честь Вальмики назван кратер на Меркурии. 
В 1963 году был снят фильм «Вальмики» с Раджкумаром в главной роли.